# Sebayt
Sebayt (MdC-transkription: sbA.yt) är den fornegyptiska beteckningen för genren "Visdomslära" i den egyptiska antikens litteratur. Ordet betyder bokstavligen "lära" eller "instruktioner" och hänvisar till formellt skriven etisk undervisning, inriktad på "sättet att leva riktigt". Denna genre har mycket gemensamt med vis litteratur i andra kulturer och kan exempelvis jämföras med Ordspråksboken i Gamla testamentet. De flesta sebayt finns bevarade på papyrusrullar (däribland Prisse-papyrusen och Insinger-papyrusen) som ofta är kopior av tidigare verk.
Många av de tidigaste sebayt gör anspråk på att ha skrivits någon gång under det tredje årtusendet före Kristus, under Gamla riket, men det är nu allmänt accepterat att de faktiskt har sammansatts senare, i början av Mellersta riket (cirka 1991 f.Kr. -1786 f.Kr.). Dessa fiktiva tillskrivelser till ett mer avlägset förflutet var avsett att ge texterna större auktoritet.
Sebayt var en långlivad genre som fortsatte ända in i den romerska eran. Kanske den mest kända sebayt är den som påstås ha skrivits av Ptahhotep, visiren till monarken av den femte dynastin, Djedkare Isesi, som regerade från 2388-2356 f.Kr.